# Hospital Carlos van Buren
Hospital Carlos van Buren es el principal hospital de la Región de Valparaíso, Chile,
pertenece al Servicio de Salud Valparaíso - San Antonio y se encuentra ubicado en la calle San Ignacio esquina Avenida Colón en la ciudad de Valparaíso.

## Historia
El 18 de noviembre de 1772 y bajo el gobierno de don Antonio de Guill y Gonzaga, se fundó como "San Juan de Dios". El hospital recibió el nombre debido a que por muchos años y, en sus inicios, estuvo a cargo de la congregación de hermanos hospitalarios de San Juan de Dios, esto hasta el año 1822.
En 1907 Carlos van Buren, asume la subadministración del Hospital San Juan de Dios, que estaba parcialmente destruido por el terremoto que afectó la ciudad en 1906. 
En 1912 Van Buren asume oficialmente la administración del recinto y con ello el hospital tomaría un cambio total, la renovación de sus nuevas dependencias, dejando el nuevo hospital a la altura de los requerimientos que la ciudad necesitaba.
Al mes de la muerte de Van Buren, una Junta de Beneficencia pidió al ministro de Bienestar Social (actual Ministerio de Salud), cambiar el nombre del entonces hospital “San Juan de Dios” al de “Carlos van Buren”, realizándose por decreto n.º. 974 del 24 de mayo de 1929. Esto conforme a un sentimiento de enorme gratitud hacía este modelo de filántropo que gozó Valparaíso por esos años. El desvelo, sacrificio, y ayuda económica durante largos años de trabajo hacía muchas instituciones honraron ampliamente esta determinación final.